# Myrmelachista zeledoni
Myrmelachista zeledoni is een mierensoort uit de onderfamilie van de schubmieren (Formicinae). De wetenschappelijke naam van de soort is voor het eerst geldig gepubliceerd in 1896 door Emery.